# Neuvillette-en-Charnie
Neuvillette-en-Charnie település Franciaországban, Sarthe megyében. Lakosainak száma 302 fő (2022. január 1.). Neuvillette-en-Charnie Parennes, Saint-Symphorien, Chemiré-en-Charnie és Torcé-Viviers-en-Charnie községekkel határos.

## Népesség
A település népességének változása:
| Lakosok száma | 307  | 304  | 303  | 293  | 288  | 291  | 292  | 297  | 302  |
|               | 2013 | 2015 | 2016 | 2017 | 2018 | 2019 | 2020 | 2021 | 2022 |